# Felipe Mora
Felipe Mora, né le 2 août 1993 à Santiago, est un footballeur international chilien. Il joue au poste d'attaquant aux Timbers de Portland.

## Biographie
Il participe à la Coupe du monde des moins de 20 ans 2013 et au Tournoi de Toulon 2014 avec la sélection mexicaine. Lors du mondial U20 en Turquie, il dispute deux matchs.

## Statistiques

### En sélection nationale
| Saison                | Sélection             | Phases finales        | Phases finales | Phases finales | Phases finales | Éliminatoires CDM | Éliminatoires CDM | Éliminatoires CDM | Matchs amicaux | Matchs amicaux | Matchs amicaux | Total | Total | Total |
| Saison                | Sélection             | Compétition           | M              | B              | Pd             | M                 | B                 | Pd                | M              | B              | Pd             | M     | B     | Pd    |
| --------------------- | --------------------- | --------------------- | -------------- | -------------- | -------------- | ----------------- | ----------------- | ----------------- | -------------- | -------------- | -------------- | ----- | ----- | ----- |
| 2011-2012             | Chili                 | -                     | -              | -              | -              | -                 | -                 | -                 | 0              | 0              | 0              | 0     | 0     | 0     |
| 2017-2018             | Chili                 | -                     | -              | -              | -              | -                 | -                 | -                 | 2              | 0              | 0              | 2     | 0     | 0     |
| 2018-2019             | Chili                 | Copa América 2019 4e  | -              | -              | -              | -                 | -                 | -                 | 1              | 0              | 0              | 1     | 0     | 0     |
| 2019-2020             | Chili                 | -                     | -              | -              | -              | -                 | -                 | -                 | 2              | 1              | 0              | 2     | 1     | 0     |
| 2020-2021             | Chili                 | Copa América 2021     | 0              | 0              | 0              | 3                 | 0                 | 0                 | -              | -              | -              | 3     | 0     | 0     |
| 2021-2022             | Chili                 | -                     | -              | -              | -              | 1                 | 0                 | 0                 | -              | -              | -              | 1     | 0     | 0     |
| 2023-2024             | Chili                 | Copa América 2024     | -              | -              | -              | 0                 | 0                 | 0                 | -              | -              | -              | 0     | 0     | 0     |
| 2024-2025             | Chili                 | -                     | -              | -              | -              | 2                 | 0                 | 0                 | -              | -              | -              | 2     | 0     | 0     |
| Total sur la carrière | Total sur la carrière | Total sur la carrière | 0              | 0              | 0              | 6                 | 0                 | 0                 | 5              | 1              | 0              | 11    | 1     | 0     |